# بيتر باو
بيتر باو (بالإنجليزية: Peter Pau)‏ (و. 1952  م) هو مصور سينمائي أمريكي، ولد في هونغ كونغ.

## التعليم
تعلم في Heung To Middle School ‏.

## جوائز وترشيحات
حصل على جوائز منها:
- Bronze Bauhinia Star [الإنجليزية]‏
- جائزة الأوسكار لأفضل تصوير سينمائي، عن عمل: النمر الرابض والتنين الخفي.

ترشح لـ:
- جائزة الأوسكار لأفضل تصوير سينمائي، عن عمل: النمر الرابض والتنين الخفي.

## وصلات خارجية
- بيتر باو على موقع IMDb (الإنجليزية)
- بيتر باو على موقع ألو سيني (الفرنسية)
- بيتر باو على موقع أول موفي (الإنجليزية)
- بيتر باو على موقع قاعدة بيانات الأفلام السويدية (السويدية)
- بيتر باو على موقع قاعدة بيانات الفيلم (الإنجليزية)
- بيتر باو على موقع كينوبويسك (الروسية)